# Avesnes-le-Sec
Avesnes-le-Sec – miejscowość i gmina we Francji, w regionie Hauts-de-France, w departamencie Nord.
Według danych na rok 1990 gminę zamieszkiwało 1389 osób, a gęstość zaludnienia wynosiła 134 osób/km² (wśród 1549 gmin regionu Nord-Pas-de-Calais Avesnes-le-Sec plasuje się na 459. miejscu pod względem liczby ludności, natomiast pod względem powierzchni na miejscu 303.).